# Nationalstraße 6 (Ruanda)
Die Nationalstraße 6 (englisch National Road 6, französisch Route nationale 6) ist eine Nationalstraße in Ruanda. Sie hat eine Gesamtlänge von 148 Kilometern, wovon 8 Kilometer asphaltiert sind (Stand 2016). Sie führt etwa in Ost-West-Richtung durch den Distrikt Bugesera im Süden der Ostprovinz und die Distrikte Nyanza und Ruhango im Osten der Südprovinz.

## Verlauf
Die Nationalstraße gliedert sich in elf Abschnitte:
1. Kiruhura – Rango (8,5 km, asphaltiert)
2. Rango – Kanazi (18,5 km)
3. Kanazi – Migina (29,5 km)
4. Rutete – Kindama (20,5 km)
5. Kindama – Nyarusambu (7,0 km)
6. Nyarusambu – Busoro (15,0 km)
7. Busoro – Mugari (12,0 km)
8. Mugari – Gisoro (14,0 km)
9. Bigega – Nyamagana-Deich (4,2 km, asphaltiert)
10. Nyamagana-Deich – Nyamizi (7,5 km)
11. Nyamizi – Karambo (7,8 km)